# Românești (okręg Vrancea)
Românești – wieś w Rumunii, w okręgu Vrancea, w gminie Nistorești. W 2011 roku liczyła 264
mieszkańców